# Анна Блассе
Анна Блассе (нім. Anna Blässe; нар. 27 лютого 1987, Веймар, НДР) — німецька футболістка, нападниця клубу німецької Бундесліги «Вольфсбург».

## Клубна кар'єра
У 2004 році переїхала з Веймара до клубу Другої Бундесліги «УСВ Єна». У сезоні 2004/05 років з 14-а голами посіла 2-е місце в списку найкращих бомбардирів чемпіонату.
Напередодні старту сезону 2006/07 років перебралася до «Гамбурга», а 5 жовтня в поєдинку проти «Крайслайма» дебютувала в Бундеслізі. Влітку 2007 року «Вольфсбург» викупив контракт Блассе, який діяв до 2009 року, за рекордні для «Гамбурга» 20 000 євро. У Вольфсбурзі спочатку грала на «рідній позиції» нападника та протягом половини сезону відзначилася 1 голом у 8-и матчах чемпіонату; у другій половині сезону використовувалася в півзахисті, але відзначилася ще 1 голом, в поєдинку останнього туру чемпіонату проти «Крайсгайма». У сезоні 2012/13 років допомогла «Вольсбургу» провести найкращий сезон в історії клубу: виграти чемпіонат Німеччини, кубок Німеччини та Лігу чемпіонів.

## Кар'єра в збірній
Анна Блассе пройшла всі щаблі юнацької та молодіжних збірних України. У 2004 році вона стала чемпіонкою світу зі збірною U-19 та потрапила у з цією командою на чемпіонатах Європи 2005 та 2006 років у півфіналі. Зі збірною U-20 вона була на чемпіонаті світу 2006 року в Росії.
2 березня 2015 року вперше було викликана до головної команди, яка брала участь у Кубку Алгарве 2015 року з 4 по 11 березня 2015 року. Вона замінила Мелані Берінгер, яка відчула проблеми з пахом. На цьому турнірі дебютувала 6 березня 2015 року в поєдинку проти Китаю.
24 травня 2015 року національний тренер Сільвія Найд відкликала її з остаточного списку гравців, для участі в чемпіонату світу 2015 року в Канаді.

## Особисте життя
Анна — відкрита лесбійка, перебуває в стосунках з Ларою Діккеманн.

## Досягнення

### Національні
- Бундесліга
  -  Чемпіон (3): 2012/13, 2013/14, 2016/17

- Кубок Німеччини
  -  Володар (4): 2012/13, 2014/15, 2015/16, 2016/17

### Континентальні
- Ліга чемпіонів УЄФА
  -  Чемпіон (2): 2012/13, 2013/14

- Чемпіонат Європи
  -  Чемпіон (1): 2013

- Чемпіонат світу (U-20)
  -  Чемпіон (1): 2004

- Жіночий чемпіонат Європи (U-19)
  -  Чемпіон (1): 2006

### Індивідуальні
- Бронзова бутса Чемпіонат світу (U-20) (1): 2006[4]

- Медаль Фріца Вальтера
  -  Чемпіон (1): 2006